# اوتو آردر
اوتو آردر (استونیایی: Ott Arder; زاده ۲۶ فوریهٔ ۱۹۵۰ – درگذشت ۲۶ ژوئن ۲۰۰۴) شاعر، مترجم و نویسنده کودکان اهل استونی بود.
او از سال ۱۹۹۰ عضو اتحادیه نویسندگان استونی بود. برادر کوچکتر او، یان آردر موسیقی‌دان بود. جنازه وی در ۲۶ ژوئن ۲۰۰۴ در ساحل کاساری پیدا شده بود.